# Бленнорея
Бленноре́я (офтальмобленнорея) (от др.-греч. βλέννος — слизь и ῥέω — теку), острое гнойное воспаление слизистой оболочки (конъюнктивы) глаз, наиболее часто вызывается гонококком (гонобленнорея). Возникает чаще у новорожденных, которые заражаются во время родов от больной гонореей матери. Может привести к слепоте.

## Формы бленнореи
Различают две формы бленнореи: новорождённых и взрослых.

### Бленнорея новорождённых
Заражение в большинстве случаев бленнореей новорождённых происходит при прохождении головки плода через родовые пути больной гонореей матери. Бленнорея проявляется на вторые-третьи сутки жизни ребёнка и характеризуется вначале очень сильным отёком обоих век. Ещё через 2-3 суток начинается обильное выделение гноя. В тяжёлых случаях в процесс может вовлекаться роговая оболочка, образуется язва, заживающая рубцом и оставляющая после себя бельмо (см. лейкома). В отдельных случаях заболевание приводит к слепоте. Иногда у новорождённых возникает заболевание, подобное бленнорее, вызванное вирусом. Развивается оно, в отличие от бленнореи, не ранее 5-го дня жизни и течёт более вяло и менее тяжело. Роговая оболочка в процесс никогда не вовлекается.

### Бленнорея взрослых
Заражение бленнореей взрослых происходит при занесении гонококков в глаз с мочеполовых путей руками, предметами обихода самим больным, страдающим гонореей. Бленнорея у взрослых протекает тяжелее, чем у новорождённых. Поражается обычно только один глаз.

## Лечение
Частые промывания глаз, антибиотики (альбуцид).

## Профилактика
Борьба с гонореей мочеполовых путей. Новорождённым сразу после рождения впускают за веки обоих глаз по одной капле 2%-ного раствора азотнокислого серебра (ляписа) или пенициллина; для взрослых — соблюдение правил личной гигиены. При одностороннем процессе очень важно предупредить заболевание второго глаза, для чего на здоровый глаз надевают герметичную повязку с часовым стеклом, края которого приклеивают липким пластырем.